# انریکه مورنو (بازیکن فوتبال)
انریکه مورنو (انگلیسی: Enrique Moreno; ۶ سپتامبر ۱۹۶۳ – ۸ فوریهٔ ۲۰۱۲) بازیکن فوتبال اهل اسپانیا بود.
از باشگاه‌هایی که در آن بازی کرده‌است می‌توان به باشگاه فوتبال رئال وایادولید، باشگاه فوتبال رایو وایکانو، و باشگاه فوتبال والنسیا اشاره کرد.
وی همچنین در تیم ملی فوتبال زیر ۱۸ سال اسپانیا بازی کرده‌است.